# Pseudolampona jarrahdale
Pseudolampona jarrahdale is een spinnensoort uit de familie Lamponidae. De soort komt voor in West-Australië.